# Tjitske Volkerink
Tjitske Volkerink-Koops (Hilversum, 1976) is een Nederlandse radiopresentator voor de Evangelische Omroep (EO). Ze presenteert het programma De Muzikale Fruitmand.

## Biografie
Volkerink werd op 18-jarige leeftijd secretaresse op de redactie van 2Vandaag, en werkte vervolgens als producer en redacteur voor EO Metterdaad en als redacteur en item-regisseur bij Nederland Helpt. Hierna werkte ze zeven jaren buiten de EO, onder meer van 2011 tot 2015 als presentator bij Groot Nieuws Radio. Hier presenteerde ze o.a. het opinieprogramma Heilige Huisjes en het gespreksprogramma De dominee gaat voorbij. In maart 2015 werd ze ontslagen wegens bezuinigingen bij deze zender waarna ze terugkwam bij de EO om Heleen van Dijk op te volgen bij de radio.

## Persoonlijk
Volkerink is getrouwd en heeft twee kinderen. Naast haar werk bij de radio is ze ondernemer: ze is oprichter van een christelijk spiritueel centrum waar ze stiltetrainer en masseur is. Sinds januari 2017 is zij pionier in de Protestantse Kerk Nederland (PKN).